# Grive solitaire
Catharus guttatus
Espèce
Statut de conservation UICN

 LC  : Préoccupation mineure
La Grive solitaire (Catharus guttatus) est une espèce de passereaux appartenant à la famille des Turdidae.
Elle se reproduit dans les forêts de conifères ou mixtes au Canada, en Alaska et au nord-est et à l'ouest des États-Unis. Elle fait un nid en coupe sur le sol ou à faible hauteur dans un arbre.
Elle migre vers les aires d'hivernage dans le sud des États-Unis et jusqu'en Amérique centrale. Bien qu'elle ne vive généralement en été que dans les forêts, la grive solitaire passe parfois l'hiver dans les parcs et les bois des quartiers de banlieue. Elle vagabonde très rarement en Europe Occidentale.
Elle cherche sa nourriture sur le sol de la forêt, mais également dans les arbres ou les arbustes, mangeant principalement des insectes et des baies.
C'est l'oiseau officiel de l'état du Vermont, aux États-Unis.

## Sous-espèces

Carte de répartition
Aire de nidification
Voie migratoire
Présent à l'année
Aire d'hivernage

D'après Alan P. Peterson, il en existe 9 sous-espèces :
- Catharus guttatus auduboni (Baird,SF) 1864 Rev.Am.Birds 1 p.16
- Catharus guttatus faxoni (Bangs & Penard,TE) 1921
- Catharus guttatus guttatus (Pallas) 1811
- Catharus guttatus jewetti Phillips,AR 1962
- Catharus guttatus munroi Phillips,AR 1962
- Catharus guttatus nanus (Audubon) 1839
- Catharus guttatus polionotus (Grinnell) 1918
- Catharus guttatus sequoiensis (Belding) 1889
- Catharus guttatus slevini (Grinnell) 1901